# 1922 (film)
1922  este un film american dramatic de groază din 2017 regizat de Zak Hilditch. Rolurile principale au fost interpretate de actorii Thomas Jane și Neal McDonough. Este bazat pe o povestire omonimă de Stephen King publicată în colecția Full Dark, No Stars. A avut premiera la 20 octombrie 2017.

## Prezentare
Wilfred "Wilf" James (Thomas Jane) merge într-un hotel din oraș pentru a-și scrie confesiunea despre o crimă comisă în 1922.
În 1922, James era un fermier care locuia în Hemingford Home, Nebraska  împreună cu soția sa, Arlette (Molly Parker) și cu fiul său, Henry (Dylan Schmid) de 14 ani. Wilf și Arlette se ceartă cu privire la soarta unor terenuri moștenite recent. Arlette vrea să le vândă complet pentru a deschide un magazin de îmbrăcăminte în Omaha. Perechea ajunge să discute despre divorț, iar Arlette afirmă că Henry va veni cu ea la oraș. Wilf decide să-l convingă pe fiul său să-l ajute s-o ucidă pe Arlette ca s-o împiedice să ia băiatul cu ea, ținând cont de faptul că Henry este îndrăgostit de o vecină, Shannon (Kaitlyn Bernard). Henry este de acord în cele din urmă.
James pretinde că este de acord cu vânzarea pământurilor, lăudând-o pe Arlette. Arlette decide să sărbătorească și se îmbată. După ce o duc în pat, fiind foarte beată, Wilf și Henry o ucid cu intenția de a o îngropa într-unul din câmpurile de porumb. Cu toate acestea, Henry leșină, iar James decide să-i arunce cadavrul într-o fântână părăsită de lângă casă. A doua zi, aruncă și o vacă în fântână, pentru a avea un motiv pentru umplerea fântânii cu pământ. Cu toate acestea, șeriful Jones (Brian d'Arcy James) are suspiciuni ca urmare a dispariției femeii. Îl întreabă pe Wilf despre Arlette, iar Wilf afirmă că ea și-a umplut o valiză cu haine și a plecat la oraș.
Henry devine izolat și tăcut, îngrijorând-o pe prietena sa Shannon. Asta pentru că începe să-i pară rău de crima comisă. Mai târziu, Shannon ajunge să fie însărcinată. Ea este trimisă la o instituție religioasă până când copilul se va naște pentru a-i fi luat. Henry, cu toate acestea, fuge împreună cu Shannon, lăsându-l pe Wilf singur.
Pe măsură ce trece iarna, casa lui Wilf rămâne fără acoperiș și este infestată cu șobolani și mâna îi este infectată. El o vede pe soția sa moartă, care îi spune despre seria de jafuri ale lui Henry cu Shannon, sub numele de "Bandiții îndrăgostiți". Dar Shannon este împușcată și pierde copilul. Văzând că Shannon a murit în dimineața următoare, Henry se sinucide.
Mâna lui Wilf este amputată și se găsește un corp neidentificat, care poate fi al lui Arlette. Trupul lui Henry este livrat lui Wilf, unde, ca și cel al lui Arlette, este plin de mușcături de șobolan. Wilf încearcă să vândă terenul tatălui lui Shannon (Neal McDonough), care îl gonește. Se mută la oraș, dar este întotdeauna urmărit de șobolani.
Anii trec, iar în 1930 Wilf își scrie mărturisirea. În acest timp, șobolanii s-au infiltrat în camera sa și apar cei trei morți, Arlette, Henry și Shannon. Henry, care are un cuțit în mână, afirmă apoi că moartea lui Wilf va fi rapidă.

## Distribuție
- Thomas Jane - Wilfred James
- Dylan Schmid - Henry James
- Molly Parker - Arlette James
- Neal McDonough - Harlan Cotterie
- Kaitlyn Bernard - Shannon Cotterie
- Brian d'Arcy James - șeriful Jones

## Primire
1922 a avut parte de recenzii pozitive. Pe Rotten Tomatoes are un scor de 88%. John DeFore de la The Hollywood Reporter a afirmat că "filmul nu este foarte înfricoșător dar, în schimb, descrie suferința protagonistului său ca un putregai lent."